# 존 앨런 차우
존 앨런 차우(John Allen Chau)는 백인과 중국계 혼혈의 미국의 기독교 선교사로 북센티널섬에서 사망하였다.
미국에서 시작된 기독교 단체인 카이알파(Chi Alpha)의 회원인 미국 백인 어머니와 중국계 미국인 정신과의 사이에서 출생해, 세계 여러 나라와 지역에 선교사로 활동했다. 그러나 허가를 받지 않고 미접촉부족인 북센티널섬의 센티널인에게 선교를 하러 갔다가 센터널인에게 붙잡혀 사망했다. 2018년에 다윈상을 받았다.